# Sex-positiver Feminismus
Sex-positiver Feminismus (engl. sex-positive feminism) ist eine Bewegung, die in den frühen 1980er Jahren in den Vereinigten Staaten entstand. Sie entstand als Reaktion auf die Versuche einiger Feministinnen wie Catharine MacKinnon oder Andrea Dworkin, die Pornografie in den Mittelpunkt feministischer Erklärungsmodelle für die Unterdrückung der Frau zu stellen.
Im angelsächsischen Raum sind diese kontroversen Auseinandersetzungen zwischen sexpositiven und antipornografischen Feministinnen als sogenannte Feminist Sex Wars bekannt. Andere sexpositive Feministinnen beteiligten sich an diesen Auseinandersetzungen, wobei sie sich aus ihrer Sicht nicht gegen andere Feministinnen richteten, sondern gegen eine Entwicklung, die sie als patriarchalische Kontrolle der Sexualität betrachteten.
Zu den Autorinnen, die sexpositive Positionen vertreten, gehören unter anderem Nadine Strossen, Susie Bright, Patrick Califia, Gayle Rubin, Camille Paglia, Tristan Taormino und Betty Dodson. Im deutschsprachigen Raum nahm die Diskussion um die PorNO-Kampagne die wichtigsten Argumente und Forderungen der antipornografischen Seite auf, eine vergleichbar intensive Diskussion unter Feministinnen blieb jedoch weitgehend aus.

## Theoretische Grundlage
Im Mittelpunkt des sexpositiven Feminismus steht die Vorstellung, dass sexuelle Freiheit ein grundlegender Bestandteil aller weiblicher Bestrebungen nach Freiheit und Gleichberechtigung sein sollte. Daher lehnen sexpositive Feministinnen alle sozialen oder rechtlichen Bestrebungen, einvernehmliche sexuelle Aktivitäten zwischen Erwachsenen einzuschränken, gänzlich ab. Diese Ablehnung ist unabhängig davon, ob die Initiatoren derartiger Maßnahmen Regierungen, andere Feministen, Gegner des Feminismus oder wie auch immer geartete Institutionen sind.
Gayle Rubin fasste den zu Grunde liegenden Konflikt über das Thema „Sex“ innerhalb des Feminismus wie folgt zusammen:

„Es gab zwei Richtungen feministischen Gedankengutes zu dem Thema. Die eine kritisierte die Beschränkung des weiblichen Sexualverhaltens und verwies auf den hohen Preis für das sexuelle Aktivsein. Diese Tradition feministischer Gedanken zum Thema Sex forderte eine sexuelle Befreiung, die sowohl für Frauen als auch für Männer funktionieren sollte. Die zweite Richtung betrachtete die sexuelle Befreiung als inhärent bloße Ausweitung männlicher Vorrechte. In dieser Tradition schwingt der konservative antisexuelle Diskurs mit.“

Das Anliegen des sexpositiven Feminismus vereint Mitglieder unterschiedlichster Gruppen, unter ihnen auch Aktivisten gegen Zensur, LGBT-Aktivisten, feministische Gelehrte sowie Produzenten von Pornografie und Erotika. Sexpositive Feministinnen lehnen die Schmähung männlicher Sexualität ab und bekennen sich ausdrücklich zu der umfassenden Spannbreite einvernehmlicher sexueller Ausdrucksformen zwischen Erwachsenen. Sie vertreten die Ansicht, dass patriarchale Strukturen die sexuelle Freiheit und Ausdrucksfähigkeit einschränken, und befürworten stattdessen, allen Menschen unabhängig von ihrer biologischen, sozialen oder psychologischen Geschlechtszugehörigkeit (Gender) mehr sexuelle Freiheiten zuzugestehen, statt Sexualität in Form von Pornografie einzuschränken. Sexpositive Feministinnen lehnen sexuellen Essentialismus generell ab, Gayle Rubin definiert diesen als „die Vorstellung, dass Sex eine Naturgewalt ist, die bereits vor dem sozialen Zusammenleben existierte und Institutionen herausformt“; stattdessen vertreten sie die Auffassung, dass sexuelle Orientierung und Gender grundlegend durch die Gesellschaft geprägt werden.
Die Teilgruppe der so genannten sexradikalen Feministinnen begründet ihre sexpositive Position mit einem grundlegenden Misstrauen in die Fähigkeit des Patriarchats, bei der Ausarbeitung von die Sexualität einschränkenden Regelungen die Interessen von Frauen bestmöglich zu vertreten. Andere Feministinnen betrachten die sexuelle Befreiung der Frau als das eigentliche Motiv hinter der Frauenbewegung. Naomi Wolf schreibt hierzu: „Der Orgasmus ist der natürliche Ruf nach feministischer Politik: Wenn es so gut ist, eine Frau zu sein, muss es auch etwas wert sein, eine Frau zu sein.“

## Historische Wurzeln
Autorinnen wie Gayle Rubin und Wendy McElroy vertreten die Auffassung, dass die Ursprünge des Sex-positiven Feminismus bis ins 19. Jahrhundert zurückreichen, und sehen dies in der Arbeit von Reformern und Aufklärern wie Havelock Ellis, Margaret Sanger, Mary Dennett und später Alfred Kinsey begründet. Die aktuelle zeitgenössische Ausprägung der Bewegung entwickelte sich wesentlich später als Reaktion auf die zunehmende Fokussierung des feministischen Diskurses auf Pornografie, die seit den 1970er Jahren immer wieder als Grundlage der Unterdrückung von Frauen diskutiert wurde. Der Aufstieg des US-amerikanischen Second-wave-Feminismus in den 1960er Jahren ging mit der sexuellen Revolution und einer Lockerung der gesetzlichen Vorschriften zu pornografischem Material einher. In den 1970er Jahren geriet der Themenbereich Sexualität und Patriarchat zunehmend in den Fokus der feministischen Diskussion. Einige feministische Gruppierungen gingen so weit, festzulegen, wie korrekte feministische Sexualität auszusehen habe, und abweichendes Verhalten zu ächten. Dies war insbesondere bei einigen lesbischen Gruppen der Fall, wurde jedoch auch in heterosexuellen Zusammenhängen teilweise als Gedankengut übernommen. Viele Feministinnen begannen sexuelle Erfüllung selbst als problematisch zu betrachten, andere definierten weibliches Lustempfinden beim Geschlechtsakt mit einem Mann als unnatürlich oder gar krank und reine Folge der patriarchalen Indoktrination.
Andere Feministinnen wie z. B. Betty Dodson betrachteten weibliche Lust und Masturbation als zentrale Elemente auf dem Weg zur Befreiung der Frauen. Pornografie stand zu diesem Zeitpunkt thematisch noch nicht im Zentrum der Diskussion, Radikalfeministen lehnten Pornografie generell ab, das Thema wurde jedoch bis in die 1970er Jahre nicht als besonders bedeutend betrachtet. Einzelne feministische Anwältinnen setzten sich für die Entkriminalisierung von Prostitution ein.
In den späten 1970er Jahren setzte in der US-amerikanischen Gesellschaft eine Diskussion ein, in der zunehmend Sorge über die Auswirkungen der gesellschaftlichen Entwicklung der 1960er Jahre geäußert wurde. Insbesondere der Trend zu größeren sexuellen Freiheiten rückte in den Mittelpunkt der Auseinandersetzung. Die mediale Darstellung von Gewalt und Sexualität und die zunehmende Akzeptanz pornografischer Medien im gesellschaftlichen Mainstream wurden ebenso kritisiert wie die zunehmenden sexuellen Aktivitäten unter Teenagern, Kinderpornografie und die angebliche Ausbreitung von Snuff-Filmen. Kritiker glaubten, in dieser Atmosphäre eine moralische Panik zu erkennen, die ihren Höhepunkt Mitte der 1980er Jahre erreichte. Die Bedenken spiegelten sich in der feministischen Bewegung, in der sich radikalfeministische Gruppen zunehmend auf Pornografie konzentrierten und diese als eine der Grundlagen des Patriarchats und als direkte Ursache für die Gewalt gegen Frauen zu entdecken glaubten. Robin Morgan fasste derartige Vorstellungen in einer Aussage zusammen: „Pornografie ist die Theorie; Vergewaltigung die Praxis.“
1974 begannen Andrea Dworkin und Robin Morgan vehement antipornografische Standpunkte zu vertreten, die auf radikalfeministischen Positionen basierten. Antipornografische Feministinnengruppen wie Women Against Pornography griffen die Kritik auf und waren bis in die späten 1970er Jahre hinein in vielen US-amerikanischen Städten sehr aktiv.
Als diese Gruppen ihre Kritik und die mit dieser verbundenen Aktionen nicht nur auf Pornografie beschränkten, sondern auch auf Prostitution und BDSM ausdehnten, wuchs bei anderen Feministinnen zunehmend die Sorge über die Richtung, die diese Bewegung einschlug, die Entwicklung wurde daher offen kritisiert. Unter den Kritikern waren BDSM praktizierende Feministinnen (hier vor allem Samois), Gruppen, die sich für die Rechte von Prostituierten einsetzten, und viele liberale und anti-autoritäre Feministinnen, für die freie Rede, sexuelle Freiheit und die moralische Eigenverantwortung zentrale Anliegen waren.
Eine der frühesten feministischen Erklärungen gegen die neu eingeschlagene Richtung der Bewegung war Ellen Willis’ Essay „Feminism, Moralism, and Pornography“. Als Antwort auf die 1979 erfolgte Gründung der Gruppe Women Against Pornography äußerte Willis Sorge über die Versuche der antipornografischen Feministinnen, den Feminismus in eine Bewegung mit nur einem einzigen Anliegen umzuwandeln. Sie vertrat die Auffassung, dass Feministinnen Pornografie nicht pauschal verdammen sollten, da alle Einschränkungen von Pornografie genauso leicht gegen die für die Feministinnen bedeutende Redefreiheit gerichtet werden könnten. In ihrem Essay Lust Horizons: Is the Women’s Movement Pro-Sex? prägte Willis den Begriff „Pro-Sex-Feminismus“.
Gayle Rubin forderte in Thinking Sex: Notes for a Radical Theory of the Politics of Sexuality eine neue feministische Theorie der Sexualität. Sie vertritt die Auffassung, dass die existierenden feministischen Positionen zum Thema Sexualität die sexuelle Befreiung lediglich als eine Entwicklung betrachtete, die die männliche Vorherrschaft weiter festigt. Rubin kritisierte antipornografische Feministinnen, die aus ihrer Sicht „geradezu jede Variante sexuellen Ausdrucks als antifeministisch verurteilt haben“, sie stellte hierzu fest, diese Perspektive auf Sexualität sei gefährlich nahe an den Positionen einer antifeministischen konservativen Sexualmoral. Rubin forderte Feministinnen dazu auf, die politischen Aspekte der Sexualität zu betrachten, ohne sexuelle Unterdrückung zu begünstigen. Weiterhin forderte sie, die Schuld für die Unterdrückung der Frau statt gegen relativ einflusslose sexuelle Minderheiten gegen Faktoren zu richten, die es verdienen: „Die Familie, Religion, Kindererziehung, Ausbildung, die Medien, der Staat, die Psychiatrie, Benachteiligungen am Arbeitsplatz und ungleiche Bezahlung ...“
McElroy vertritt den Standpunkt, dass die Konzentration der Feministinnen auf Aspekte des sexuellen Ausdrucks in den 1970er und 1980er Jahren das Resultat ihrer Frustration mit dem offensichtlichen Versagen des Feminismus auf politischer Ebene war, nachdem das Equal Rights Amendment gescheitert war und unter der Regierung Ronald Reagans das Recht auf Abtreibung zunehmend angegriffen wurde.
Die österreichische lesbische Erotik-Fotografin Krista Beinstein bezeichnet sich als Bestandteil einer „feministische(n) Dirty-Sex-Bewegung“ und „setzt … ihre Arbeit gegen die moralisch-sexfeindlliche Frauenbewegung ein, in der sie selber aktiv war“.

## Bedeutende Themenbereiche

### Pornografie

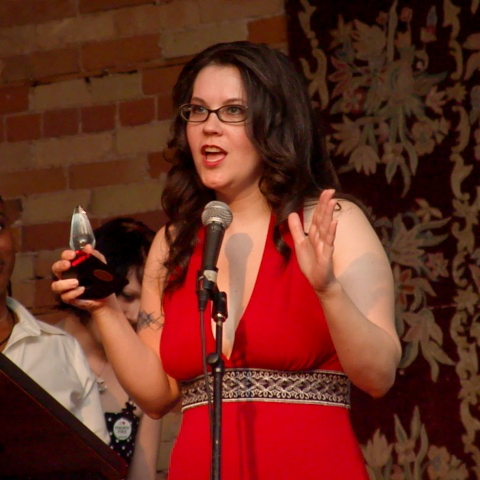
Tristan Taormino erhält den Feminist Porn Award (Pokal in Form eines Butt-Plug)

Das Thema Pornografie war wahrscheinlich das erste, das sexpositive Feministen vereinte. Bis heute hat sich ein weites Spektrum unterschiedlicher und komplexer Sichtweisen zu diesem Thema entwickelt.
Während der 1980er Jahre versuchten Andrea Dworkin, Catharine MacKinnon und von ihnen inspirierte Aktivisten in mehreren US-amerikanischen und kanadischen Städten antipornografische Verordnungen herbeizuführen. Als erste erließ 1983 die Stadtverwaltung von Minneapolis eine entsprechende Verordnung.
Rubin stellt fest, dass antipornografische Feministen häufig die Gefahren der Pornografie übertreiben, indem sie die schockierendsten pornografischen Motive (z. B. aus dem Bereich BDSM) aus ihrem Zusammenhang gelöst vorführen. Diese Präsentationsweise impliziere häufig, dass die abgebildeten Frauen tatsächlich vergewaltigt würden, statt klarzustellen, dass die entsprechenden Szenen Fantasien nachbilden und von Darstellern durchgeführt werden, die damit einverstanden sind. Sie konstatiert, dass feministische Kritik an Pornografie traditionelle normative Vorstellungen von Sexualität reproduziere, nach denen – gleich einem Dominoeffekt – jegliche Toleranz gegenüber mehr oder weniger von der Norm abweichenden Sexualitätsformen zu katastrophalen gesellschaftlichen Wirkungen führe.
Sexpositive Feministen erklären, dass der Zugang zu pornografischem Material für Frauen ebenso wichtig sei wie für Männer und dass Pornografie keineswegs unbedingt Elemente enthalte, die Frauen erniedrigen.
Antipornografische Feministen widersprechen dieser Auffassung und argumentieren häufig damit, dass schon die bloße Darstellung entsprechender Handlungen dazu führe, dass Täter zu realen Handlungen ermutigt werden und diese daher durchführen.

Die Entstehung feministischer Pornografie war die praktische Antwort auf diese Debatten. Jasmin Hagendorfer, feministische Autorin und Filmemacherin und künstlerische Leiterin des Porn Film Festival Vienna, beschreibt ihren Ansatz wie folgt:
Feministische Pornoproduktionen zeigen, dass sehr wohl auch die Lust und das sexuelle Empfinden der Frau im Zentrum stehen kann und dass Porno auch frauen-, gender- und letztendlich männerfreundlich sein kann. Außerdem stehen viele feministische Produktionen für faire Arbeitsbedingungen, Mitspracherecht und Konsens, die es bei Mainstream-Produktionen oft nicht gibt. Es ist wichtig zu zeigen, dass Pornos von Frauen für Frauen produziert werden und dass sie auch auf ein breites Publikum treffen.
Das Bestehen einer Korrelation zwischen Pornografie einerseits und dem Anstieg sexueller Verbrechen andererseits konnte aber bisher nicht durch Studien nachgewiesen werden. Die die Korrelation Verneinenden führen Japan auf, ein Land, das für seine umfangreiche Vergewaltigungs-, BDSM- und Bondage-Pornografie bekannt ist, jedoch bis in die 1970er Jahre die niedrigste Anzeige- und Verurteilungsrate im Bereich sexueller Gewaltdelikte aller Industrienationen aufweise.
Sie führen, ungeachtet der kulturellen und strafrechtlichen Unvergleichbarkeit, eine Untersuchung als Längsschnittstudie 1991 auf, die trotz Zunahme von Menge und Verfügbarkeit sadomasochistischer Pornografie im Zeitraum zwischen 1964 und 1984 in Deutschland, Schweden, Dänemark und den USA ebenfalls keinen Zusammenhang mit der jeweiligen Vergewaltigungsrate findet. Die Vergewaltigungsrate in den europäischen Ländern blieb konstant. Die gleiche Studie stellt fest, dass trotz der Legalisierung von Pornografie in Deutschland 1973 die Zahlen für Vergewaltigungen durch Fremde und Gruppenvergewaltigungen im Zeitraum zwischen 1971 und 1987 konstant abnahmen. Diesem entsprechen auch die Ergebnisse der Studie für Dänemark und Schweden, sie stellt hierzu fest:

“Overall there was no increase in the actual number of rapes committed in West Germany during the years when pornography was legalized and became widely available.”

„Insgesamt gab es keine Steigerung der tatsächlichen Anzahl der in Westdeutschland verübten Vergewaltigungen in den Jahren, in denen Pornografie legalisiert und weit verfügbar wurde.“

Während zwischen 1964 und 1984 in Dänemark, Schweden und Deutschland die nichtsexuellen Gewaltverbrechen um ca. 300 Prozent zunahmen, ging trotz der leichteren Verfügbarkeit sexueller Materialien die Zahl der Sexualverbrechen eindeutig zurück.
Die aufgeführten Statistiken und Studien ließen einige Wissenschaftler darüber spekulieren, ob nicht sogar eine umgekehrte Korrelation der Wahrheit wesentlich näher kommen könne, dass also die weite Verbreitung von pornografischem Material potenziellen Straftätern eine allgemein sozial akzeptierte Möglichkeit anbieten könne, ihre eigene Sexualität zu kanalisieren.
Befürworter der Korrelation zwischen Pornografie und Gewalt halten vor allem eine in ihrer wissenschaftlichen Methodik häufig stark kritisierte Veröffentlichung von W. L. Marshall zum Gebrauch sexuell expliziter Darstellungen bei Vergewaltigern entgegen, die Zusammenhänge zwischen Pornografie und Gewalt aufzeigt.
In Bezug auf Japan sind zahlreiche neuere Studien zu beachten, die beispielsweise belegen, dass 69 % der befragten japanischen Oberschülerinnen in der U-Bahn unsittlich berührt wurden und dass laut einer Studie der Justice Ministry Research Group aus dem Jahre 2000 davon ausgegangen werden muss, dass nur elf Prozent aller Sexualdelikte angezeigt werden, da Opfer von Vergewaltigungen in Japan eher beschuldigt als geschützt werden.

### Sexarbeit
Einige sexpositive Feministen sind davon überzeugt, dass Frauen und Männer als Prostituierte positive Erfahrungen machen können und dass Prostitution entkriminalisiert werden sollte. Sie argumentieren, dass Prostitution für die Prostituierten nicht zwingenderweise schlecht sein muss, solange sie mit Respekt behandelt werden und der Beruf nicht sozial stigmatisiert wird. Teil dieser Diskussion ist es auch, statt des aufgeladenen Begriffes „Prostitution“ den als wertneutraler empfundenen Begriff „Sexarbeit“ zu verwenden.
Andere sexpositive Feministen vertreten zu diesem Thema unterschiedliche Auffassungen, da aus ihrer Sicht die Tätigkeit als Prostituierte mit der sozialen und ethnischen Herkunft korreliert und Bezüge zu Menschenhandel aufweisen kann. Generell wird aber auch hier die Auffassung vertreten, dass der Beruf nicht sozial stigmatisiert werden darf. Künstlerinnen wie Annie Sprinkle inszenieren die Prostitution und die Pornographie direkt, um die Sexualität und ihr Ausleben durch künstlerische Performances zu entstigmatisieren, zu entmystifizieren und dadurch ihre Gesellschaftsfähigkeit zu erreichen.
Ein Beispiel für den literarischen Umgang mit Sexarbeit ist die Autorin Funny van Money mit ihrem Buch This is Niedersachsen und nicht Las Vegas, Honey (2012).

### BDSM
Viele Feministen kritisieren BDSM, da es aus ihrer Sicht Machtgefälle und Gewalt erotisch aufladen soll. BDSM wird auch vorgeworfen, Misogynie zu fördern. Vertreter dieser Auffassung sind der Ansicht, an derartigen Praktiken teilnehmende Frauen würden ein Verhalten zeigen, das letztendlich für alle Frauen schädlich sei. Mitunter wird bestritten, dass Femdom existiert.
Alice Schwarzer kritisiert insbesondere die Vermischung von Sexualität mit Gewalt, da sie „die Frauen und die Sexualität kaputt“ mache. Sie lehnt daher sadomasochistische Praktiken generell ab und bestreitet deren Legitimität. Ihre bekannteste Aussage in diesem Zusammenhang wurde erstmals in der Zeitschrift Emma, Heft 2, 1991 veröffentlicht:

„Weiblicher Masochismus ist Kollaboration!“

Catharine MacKinnon äußerte sich in einem Interview wie folgt über sadomasochistische Lesben:

„Wenn Pornographie Teil Ihrer Sexualität ist, dann haben Sie kein Recht auf Ihre Sexualität.“

Sexpositive Feministen weisen darauf hin, dass nicht wenige sowohl heterosexuelle wie auch lesbische Frauen einvernehmliche BDSM-Aktivitäten genießen, und vertreten die Auffassung, dass derartige Neigungen absolut legitim seien. Sie betonen, dass Feministen die sexuellen Bedürfnisse anderer Frauen nicht als „anti-feministisch“ angreifen sollten und keinerlei Zusammenhang zwischen einvernehmlichen Sexualpraktiken und Sexualverbrechen bestehe. Während einige Radikalfeministen gerade solche Zusammenhänge behaupten, kritisieren sexpositive Feministen dieses Argument als Beleidigung der involvierten Frauen. Wiederholt wird hierbei auch argumentiert, dass sich Aktivitäten und Rollen im Bereich BDSM nicht allein abhängig von biologischer, sozialer oder psychologischen Geschlechtszugehörigkeit entwickelten, sondern oft auf persönlichen Vorlieben beruhten („hard-wired“).
Ein Beispiel für sexpositive Feministen ist die Pornodarstellerin Bobbi Starr. Sie gibt zu, dass einige Feministinnen Pornografie und BDSM als degradierend empfinden, sagt aber: „Ich fühle mich nicht degradiert, denn es ist meine eigene Entscheidung. Ich weiß, dass, wenn ich mich degradiert oder nicht wohl fühlen würde, nur nein sagen müsste und aufhören könnte. Ich denke nicht, dass etwas, bei dem Frauen so viel Kontrolle haben, als Degradierung von Frauen bezeichnet werden kann.“

## Kritik
Kritische Positionen gegenüber dem sexpositiven Feminismus nehmen beispielsweise Catharine MacKinnon, Germaine Greer, Pamela Paul und Dorchen Leidholdt ein. Das Hauptargument besteht darin, dass bestimmte sexuelle Verhaltensmuster (z. B. Prostitution) historisch stets mehr den Männern als den Frauen dienten und dass daher die undifferenzierte Förderung sexueller Verhaltensweisen grundlegend zur Unterdrückung der Frau beitrage.